# Bandera de Panamá
La bandera de la República de Panamá es el más conocido e importante de los símbolos patrios de la República de Panamá. Consiste en un rectángulo dividido en cuatro cuarteles: el superior izquierdo es una estrella azul de cinco puntas sobre fondo blanco; el superior derecho es de color rojo; el inferior izquierdo es de color azul; y el inferior derecho es una estrella roja de cinco puntas sobre fondo blanco.
En el marco de la celebración de las fiestas patrias, cada 4 de noviembre se celebra en Panamá el Día de los Símbolos Patrios, como fiesta nacional. Con motivo de esta gran celebración se realizan actos conmemorativos como desfiles y ceremonias, en los cuales se le rinde tributo a la bandera y los otros símbolos patrios.

## Banderas históricas

Bandera del Reino de España, oficial en el actual territorio panameño hasta el 28 de noviembre de 1821

### Unión a la Gran Colombia (1821-1830)

Bandera de la Gran Colombia

Durante el período de unión a la Gran Colombia (desde 1821 hasta 1830), conformada por los actuales países de Colombia, Ecuador, Panamá y Venezuela; el pabellón del departamento del Istmo, división administrativa y territorial como se denominó al Istmo de Panamá, era la bandera de la Gran Colombia.

### Periodo de Unión a Colombia (1830-1903)

Bandera del Estado Soberano de Panamá.

A partir de la desintegración de la Gran Colombia en 1830, los países en los que esta se dividió siguieron usando los colores de esta nación extinta como muestra de su herencia común. Con algunas pequeñas diferencias en su diseño, los colores del pabellón permanecieron constantes a lo largo de la historia de estos países.
Las provincias que geográficamente ocupaban la parte central de la extinta Gran Colombia, que en ese entonces comprendía los antiguos departamentos de Boyacá, Cauca, Cundinamarca, Magdalena e Istmo (Panamá) decidieron formar la República de la Nueva Granada, a la que Panamá permanecería unida a sus distintas denominaciones hasta la separación definitiva de Colombia el 3 de noviembre de 1903.
En el período federalista (de 1863-1886), el pabellón istmeño tenía la leyenda de "Estado Soberano de Panamá", pero al abolirse este Estado fue cambiado a "Departamento de Panamá".
A partir de 1886 la bandera de Panamá fue la misma de Colombia hasta su separación de aquel país.

## La bandera panameña

### El primer prototipo

Diseño presentado por Philippe Bunau-Varilla y rechazado unánimemente.

Un mes antes de los hechos separatistas de 1903, el futuro ministro plenipotenciario de la República de Panamá, Philippe Bunau-Varilla, en un viaje a Nueva York, le mostró al líder separatista panameño Manuel Amador Guerrero un prototipo para la bandera confeccionado por su esposa, ya que consideraba que a la nueva nación le urgía una bandera lo más pronto posible. Esta bandera fue creada el 18 de octubre de 1903 en Highland Falls on the Hudson, mansión de John Bigelow, un hombre de negocios y amigo de Bunau-Varilla.
A grandes rasgos, era una copia del diseño de la bandera de los Estados Unidos: el cantón izquierdo era de color azul y sobre este descansaban dos soles dorados que eran unidos por una franja de oro que representaba la posición del Istmo de Panamá dentro del continente americano; las franjas eran rojas y amarillas, simbolizando a España. A Amador Guerrero no le agradó la idea de Bunau-Varilla, quien a pesar de ser su amigo, no era panameño y por tanto era el menos indicado para crear un símbolo de la nacionalidad panameña. Sin embargo, dio el visto bueno con poco entusiasmo y decidió transportarlo a Panamá.
Amador Guerrero guardó el prototipo secretamente enrollado a su cuerpo y llegó a Colón el 26 de octubre del mismo año. En una reunión informativa con los próceres panameños, presentó la bandera y se produjo un fuerte y unánime rechazo de los presentes; así se desechó este prototipo.
Durante los días anteriores a la separación, anónimamente se propuso un diseño de bandera similar a la de la compañía de navegación panameña Panamá Steam Navigation, pero fue descartado totalmente.

### Primer modelo

Diseño original de la bandera, según Manuel E. Amador. Fue la primera bandera de Panamá, desde el 3 de noviembre de 1903 hasta 1904.

Debido a la necesidad urgente de tener un emblema nacional para la causa, y el rechazo del prototipo de Bunau-Varilla, la bandera panameña nació en la clandestinidad de la noche del 1 de noviembre de 1903 y surgió casi de inmediato de la imaginación de Manuel E. Amador Terreros, hijo de Manuel Amador Guerrero, quien tenía una reconocida habilidad como dibujante y que a pedido de sus padres le fue asignada dicha tarea.
Según Amador Terreros, la bandera representaba el momento político de la época, mostrando a los dos partidos tradicionales del Istmo (el partido Liberal y el Conservador), quienes habían realizado encarnizadas luchas en el pasado y deponían sus odios en un ambiente de paz, para hacer una nación. Por esa razón, los colores que representan a los partidos se muestran de una manera equitativa. En cambio, el color blanco, que representa la paz, existe en mayor abundancia. Para Amador T., las estrellas representan la pureza y la fuerza que rigen la vida cívica del Estado en su camino a la realización de los destinos de la humanidad. 
María Ossa de Amador, madrastra de Manuel E. Amador Terreros, junto con su cuñada Angélica Bergamoto y María Emilia Osa, hija de Angélica, confeccionaron el lienzo que representaría la nueva bandera panameña. La confección de la bandera se realizó con el mayor sigilo y secreto posible, ya que tenían temor de que las autoridades colombianas pudieran notar estas actividades. El lienzo fue hecho con lanilla comprada de tres almacenes diferentes de la Ciudad de Panamá: Bazar Francés (lanilla blanca), La Delia (lanilla azul), La Villa de París (lanilla roja).
Como en la casa de Manuel Amador Guerrero se estaban planeando reuniones de la gesta separatista, se decidió no confeccionar la bandera en ese lugar; en cambio se hizo la confección en la casa de Angélica, quien tenía buenas habilidades en la costura. La confección se hizo en la clandestinidad, manteniendo las puertas y ventanas cerradas y trabajando con una máquina de coser. Debido a la situación de tensión, se deciden trasladar a una casa contigua que estaba desocupada y salieron tres banderas: dos grandes y una pequeña (resultado de los retazos de las tres lanillas). En la mañana del 2 de noviembre, doña María compró las telas y en al atardecer ella, su cuñada y sobrina entraron a la casa Tangui, entonces abandonada, y allí se cosieron las dos primeras banderas de Panamá. La bandera pequeña se quedó en la casa de Angélica y posteriormente se reporta que fue llevada a Estados Unidos.
Cuando tuvo éxito la gesta de separación, una de las banderas grandes fue paseada por las principales calles el martes 3 de noviembre, día de la Separación de Panamá de Colombia, por Alejandro de la Guardia. Fue bautizada el 20 de diciembre del mismo año en la Plaza de Armas (actual Plaza de Francia) por el reverendo padre Fray Bernardino de la Concepción García, capellán del ejército. Los padrinos de la bandera fueron el doctor Gerardo Ortega con doña Lastenia de Lewis y don José Agustín Arango con doña Manuela de Arosemena.

### Diseño actual

Bandera actual de la República de Panamá: surgió de la modificación del primer modelo. Adoptado provisionalmente a través de la Ley 64 de 1904, adoptado definitivamente desde el 25 de marzo de 1925 y ratificado en 1941.

Amador Guerrero modificó el diseño de la bandera a como la conocemos actualmente antes de concluir noviembre. La Asamblea Nacional adoptó la bandera y el escudo por Ley 64 de 1904, adoptaba provisionalmente la bandera. Al representar el rectángulo azul un partido político, por las normas de la vexilología Amador T. decidió dejar arriba del lado del asta el rectángulo blanco con estrella azul, que señala los ideales y la paz con que se construiría la nueva República. Los cambios fueron ampliamente aceptados.

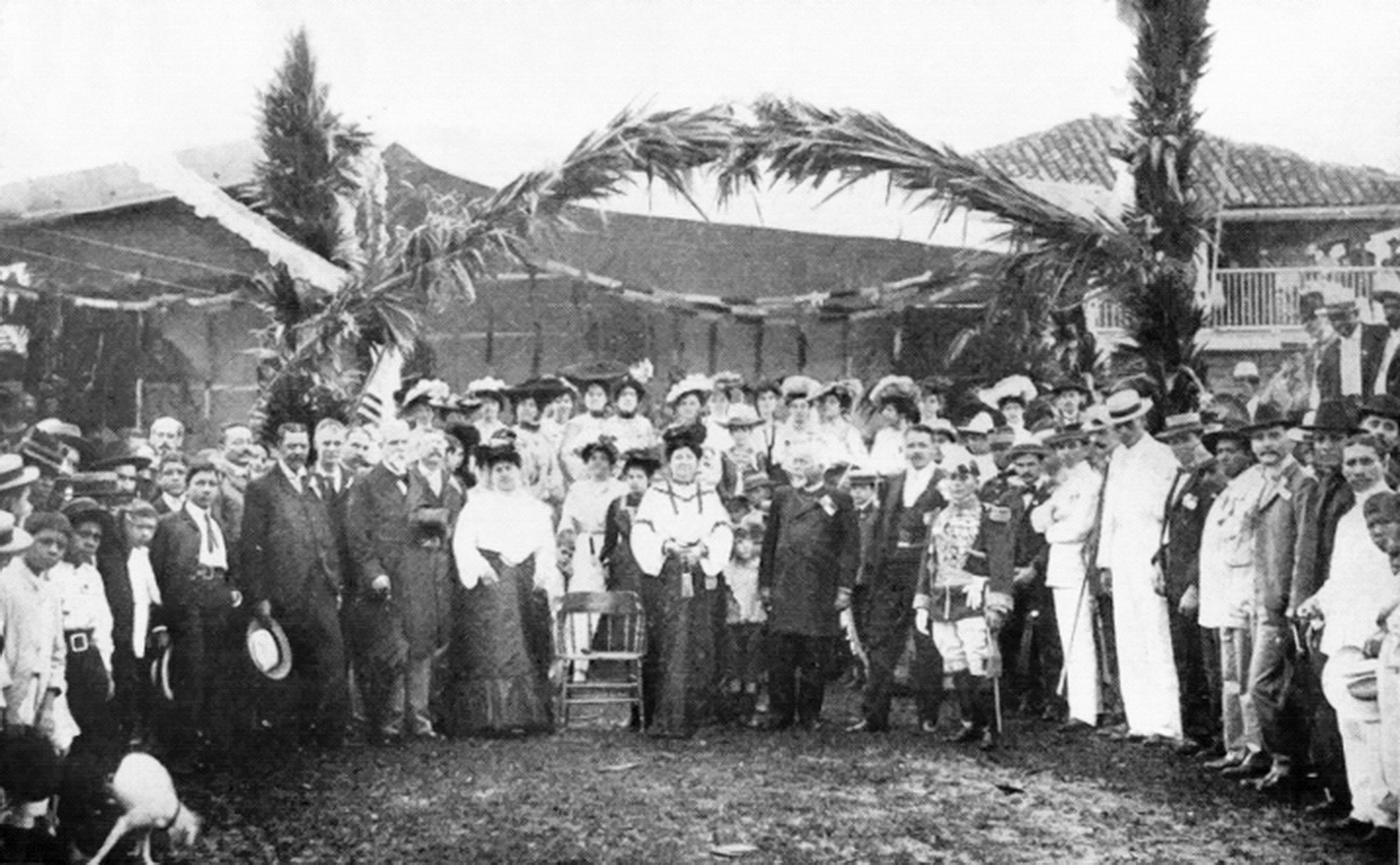
Bautizo de la bandera panameña

La adopción definitiva ocurrió a través de la Ley 48 de 1925 por la Asamblea Nacional. Se ratificó formalmente por Ley 28 de marzo de 1941 y luego por la 34 de 1949, siendo finalmente la Ley 2 de 2012, en un texto único, la que regula los símbolos actualmente.

## Descripción
Según la Ley número 34 del 15 de diciembre de 1949, reformada por la Ley 2 de 2012, la bandera de Panamá es descrita de la siguiente forma:

La Bandera de la República consiste de un rectángulo dividido en cuatro cuarteles así: el primero superior, cerca del asta de color blanco, con una estrella azul de cinco puntas; el segundo superior, a continuación del ya descrito, de color rojo; el primero inferior, cerca del asta, de color azul; y el segundo inferior a continuación de éste, de color blanco, con una estrella roja de cinco puntas.

La descripción que ofrece la ley parece ser muy simple. Sin embargo, desde inicios de la república se conocen el significado de los colores y estrellas en la bandera:
- Azul: Representa el Partido Conservador de Colombia, el cual participó en la Guerra de los Mil Días (guerra civil en la que Panamá se involucró al ser parte de Colombia).
- Rojo: Representa el Partido Liberal de Colombia, el cual también participó en la Guerra de los Mil Días.
- Blanco: Representa la paz y la unidad que debe reinar en la nueva nación.
- La estrella azul: Simboliza «la pureza y la honestidad» que habrán de formar la vida cívica de la patria.
- La estrella roja: Simboliza «la autoridad y la ley» que habrán de imponer el imperio de estas virtudes.

El objetivo de esta selección de colores fue la de unificar al pueblo de Panamá, que quedó dividido durante la Guerra de los Mil Días y necesitaba olvidar sus diferencias y seguir adelante como un Estado independiente. El Comité Organizador de los Juegos Olímpicos y Paralímpicos de Londres enumeró los colores Pantone de la bandera como rojo: 186 y azul: 300.

### Dimensiones
Se han establecido por ley nacional las siguientes dimensiones:
- 2 m de ancho y 3 m de largo en las banderas enarboladas en edificios públicos, barcos de guerra y barcos mercantes
- 1,44 m de ancho y 1,8 m de largo en los pabellones de los cuerpos de infantería y artillería
- un metro cuadrado en los estandartes de caballería
- 54 cm de ancho y 47 cm de largo en las banderas de los automóviles de uso oficial

Adicionalmente, tomando en cuenta el tamaño del asta, existe una relación proporcional del ancho de la bandera en seis veces, por ejemplo:
| Tamaño del asta | Tamaño de la bandera |
| --------------- | -------------------- |
| 6 m             | 1 m x 1,5 m          |
| 7 m             | 1,16 m x 1,74 m      |
| 8 m             | 1,34 m x 2,01 m      |
| 9 m             | 1,5 m x 2,25 m       |
| 10 m            | 1,66 m x 2,49 m      |
| 11 m            | 1,84 m x 2,76 m      |
| 12 m            | 2 m x 3 m            |

## Uso diario

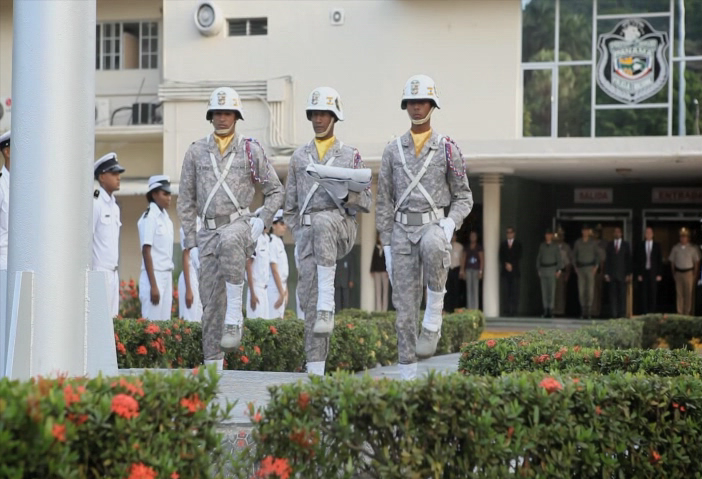
Ceremonia de izada de la bandera nacional por unidades de Seguridad de Instalaciones en la Sede de la Policía Nacional de Panamá.

La bandera panameña debe ser izada después de las siete de la mañana y arriada antes de las seis de la tarde y debe ser izada una bandera en perfecto estado. La cuerda del asta de la bandera debe ser de color blanco y tejida en trenza con un espesor de 1/4 de pulgada, el asta bandera debe tener la proporción de seis veces el ancho de la bandera, excepto en banderas de dimensiones especiales. En los siguientes sitios, debe ser enarbolada obligatoriamente:
- Edificios de instituciones públicas tanto autónomas como semiautónomas.
- En todas las embarcaciones con matrícula panameña.
- En todas las naves extranjeras que arriben a puertos de la República de Panamá.
- En los edificios de las delegaciones, embajadas y consulados de la República de Panamá.
- En todos los colegios de la República en sus horas laborables.

Al momento de ser izada la bandera, se debe mostrar el más debido respeto, también en el momento de su arriada; las personas con sombrero o gorras deben quitárselas de la cabeza y cruzar la mano derecha sobre el pecho con el sombrero en ella y las mujeres deben colocar la mano derecha sobre el corazón. Siempre debe izarse vigorosamente y arriarse ceremoniosamente. En caso de condiciones meteorológicas adversas, la bandera debe ser bajada inmediatamente y llevada a lugar seguro donde será doblada. En el momento de arriar la bandera, no debe tocar el suelo ni nada debajo de ella.
Cuando se iza o se arría en un grupo formado, se deben colocar tres personas de frente al asta del lado correspondiente a la argolla superior del sostén:
1. El que iza y arría la bandera;
2. El que mantiene la soga tirante;
3. El que recibe o despliega la bandera.

La bandera y el himno son símbolos distintos y por lo tanto cada uno tiene un protocolo diferente. Nunca se iza la bandera en el momento de cantar el himno nacional, siempre se debe izar antes de cantarla. Es opcional el toque de corneta o redoble de tambor, en el momento de la izada, según el decreto 244 de 1971.

### Acto cívico

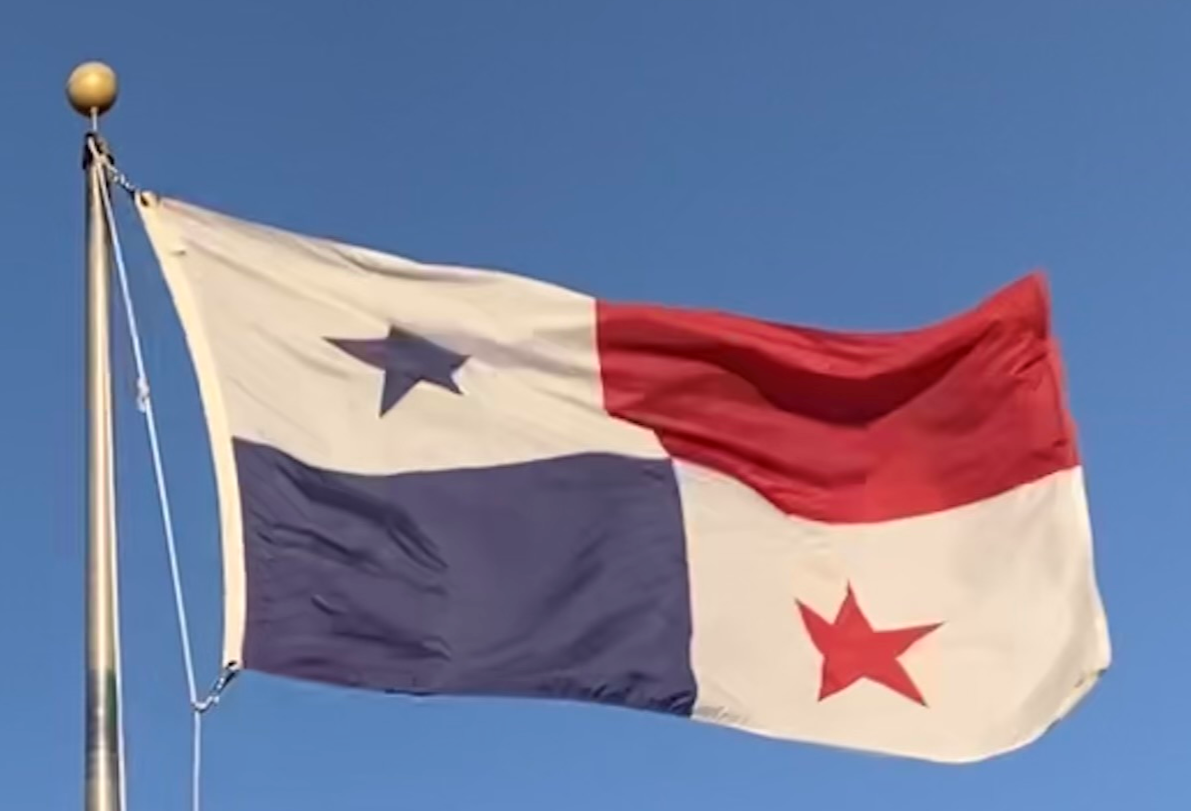
Bandera de la República de Panamá ondeando.

Todos los lunes, a las 7 de la mañana y también en los días de fiesta nacional, en los colegios tanto particulares como oficiales se realiza el acto cívico, este debe poseer los siguientes elementos:
- Todo el personal del plantel que se halle en aquel momento.
- Una escolta compuesta por tres personas.
- Un maestro de ceremonias.

El acto en sí consiste en los siguientes pasos:
- Paseo de la bandera
- Juramento de la bandera
- Actos secundarios (mensajes, oración, etc.)
- Canto del Himno Nacional

### Juramento
El juramento a la bandera panameña fue ideado por Ernestina Sucre Tapia y fue adoptado por la Ley 24 de 1959 y confirmado por la 34 de 1949 en el texto único que refleja las reformas de la Ley 2 de 2012. Siempre el juramento se debe recitar después de ser izada la bandera.
Se dice de la siguiente manera, levantando la mano derecha en un ángulo de 90° y mostrando la palma de la mano:
Bandera panameña: Juro a Dios y a la Patria, amarte, respetarte y defenderte, como símbolo sagrado de nuestra Nación.

### Uso de la bandera en otros sitios
Se permite por ley, que las residencias se adornen con banderines, banderolas, estandartes y otros que sean variantes de los colores de la bandera nacional. En las siguientes ocasiones es permitida la decoración con la bandera nacional o banderines, banderolas y similares:
- En los días de fiesta nacional
- En días que se celebren logros de la república
- En días nacionales de países amigos
- En las fechas de fallecimiento de panameños ilustres como mortaja luego de ser autorizado por el Órgano Ejecutivo.

La bandera nacional por ley, se prohíbe su uso en lugares de diversión nocturna, prostíbulos, en mensajes publicitarios, carteles comerciales, productos comerciales y animales.
A los ciudadanos extranjeros se les permite el uso de su bandera nacional en las ocasiones citadas, también al momento de celebraciones de sus respectivas naciones, siempre y cuando se le coloque a la bandera panameña con el mismo respeto, tamaño y calidad que las banderas extranjeras.

### Doblez

Procedimiento de doblado de la bandera nacional.

Para doblar la bandera es necesaria la presencia de dos personas, luego de quitar los ganchos de la soga y estirarla, se sacude para quitar algún cuerpo extraño que repose sobre el pabellón, antes de continuar se observa si hay daños o desteñido de los colores, luego se dobla en mitad quedando mirando hacia arriba el cantón azul y el blanco con la estrella roja; luego se dobla nuevamente quedando mirando hacia arriba el cantón con la estrella azul y el cantón rojo; finalmente se comienza a doblar en forma de triángulo rectángulo, comenzando por el cantón rojo, se procede hasta que quede completamente doblado. Al final, el cantón blanco debe cubrir todo el exterior de la bandera.

### Colocación

Forma de colocar la bandera de Panamá en un balcón

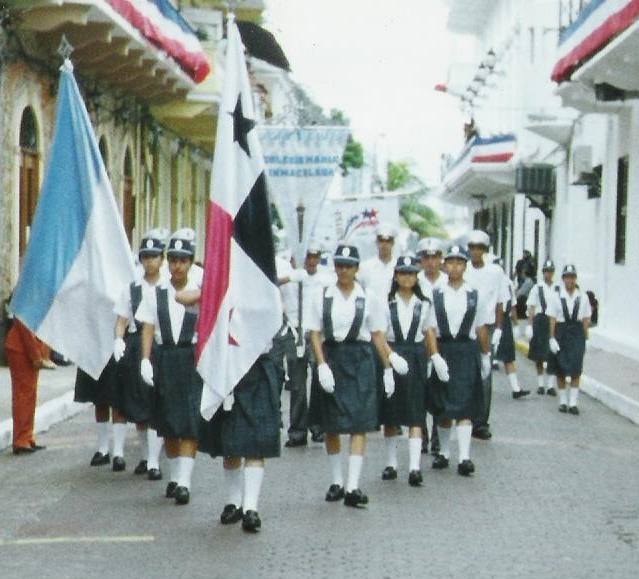
Colocación de la bandera nacional en un desfile

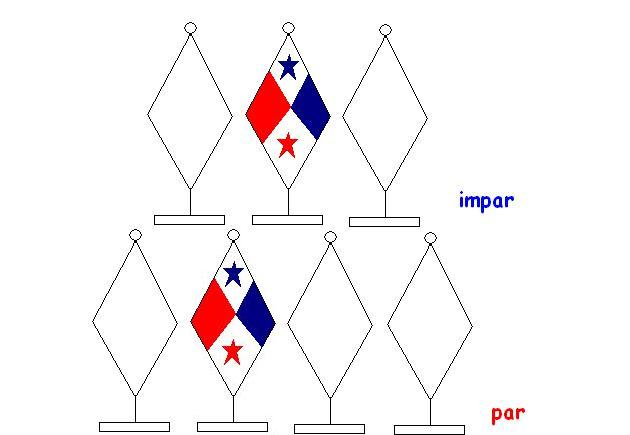
Colocación de la bandera nacional en un grupo de banderas

La bandera nacional posee reglas y normas de colocación en cuanto a su uso en diferentes actos a nivel mundial. Entre estos se encuentran los siguientes:
- En los balcones se usa de la siguiente forma:
  - Horizontal: se coloca de la forma en la que se enarbola en un asta.
  - Vertical: se coloca con el cantón de la estrella azul al lado izquierdo superior del observador.
- En los desfiles y paradas: en los días de fiesta nacional, de logros de gran trascendencia para la república o en los funerales de un panameño ilustre (con los restos presentes), se colocará el pabellón nacional a la cabeza del desfile y de cada delegación que participe en ella, ésta con una escolta. El asta no debe tener una inclinación mayor a 45°.
- En caso de ir otras banderas al lado de ella, la bandera, irá en caso de ser un número par de banderas en el centro derecho; en caso de ser un número impar de banderas, irá al centro de estas. En caso de llevar banderas detrás de ella, irán con el mismo tamaño y calidad que la bandera panameña.
- Cuando está colocada con otras banderas: en caso de ser colocada con un número par de banderas, se coloca en el centro izquierdo del observador. En caso de ser colocada con un número impar de banderas, debe colocarse en el centro del grupo. Cuando la bandera panameña se despliega con una bandera de otra nación con las astas cruzadas, la bandera panameña debe estar a la izquierda del observador y su asta sobre el asta de la otra bandera. La bandera debe llegar primero al punto más alto del mástil al izarla junto a banderas de otras naciones; al arriarla debe llegar de último.
- En los funerales: cuando se usa para cubrir un ataúd, se debe colocar de manera que los amarres queden a la cabeza del difunto y el cuartel blanco con la estrella azul sobre el lado izquierdo.
- Siempre debe ir a la derecha de los altares y de un orador.
- Nunca se deben cruzar dos banderas panameñas.
- La bandera no se inclina ante nadie ni ante nada, en ninguna ocasión.

### Bandera a media asta
La bandera nacional se le coloca en media asta como símbolo de respeto del pueblo panameño a una pérdida o suceso trágico que esté ocurriendo. Para colocar la bandera a media asta, se iza completamente y luego se arría hasta llegar a la mitad, al bajarla se hace inversamente izando la bandera hasta el mástil y luego arriándola ceremoniosamente. La bandera será colocada en media asta en los siguientes momentos:
- Fallecimiento del Presidente de la República.
- Fallecimiento de un expresidente de la República.
- Fallecimiento del Vicepresidente o Ministros de Estado.
- Fallecimiento de algún funcionario de alto rango del gobierno nacional.
- Fallecimiento de un Diputado de la Asamblea Nacional.
- Fallecimiento de un Magistrado de la Corte Suprema de Justicia.
- Fallecimiento de un panameño ilustre (ganador de alguna orden nacional o panameño que haya sobresalido a nivel internacional).
- Fallecimiento de un personaje ilustre a nivel mundial.
- Al ocurrir un desastre natural de gran magnitud a alguna nación amiga.

### Sacrilegios
Según las leyes que rigen el uso de los símbolos patrios, la bandera es objeto de uso indebido, irrespeto o irreverencia en los siguientes casos:
- Al ser cortada o quemada en alguna protesta
- Ser usada en artículos comerciales incorporándola a una marca o eslogan comercial o político.
- Aparecer en alguna pauta publicitaria que la asocie como parte del producto.
- Ser enarbolada en sitios de diversión nocturna o su colocación en sitios de dudosa reputación o expendio de licor.

Al incurrir en una de estas situaciones y dependiendo del grado de irrespeto dado al pabellón nacional, la Ley establece sanciones luego que se denuncien ante la Alcaldía del sitio donde ocurrió el abuso.

### Destrucción
Al llegar la bandera nacional al final de su período de uso (colores desteñidos, rasgaduras), se le sacará de funciones y será quemada en una ceremonia solemne.
Las banderas deberán ser quemadas en un lugar público y abierto para que pueda asistir todo el que desee brindarle los últimos respetos a la bandera nacional. Además de esto, deben existir los siguientes elementos:
- Un horno para incinerar las banderas
- Una bandeja para recoger las cenizas
- Un hoyo en la tierra para depositar las cenizas
- Las banderas que serán quemadas

El horno es el elemento principal de la ceremonia, debe ser abierto y de material resistente al calor (normalmente se construyen de tanques de aceite partidos a la mitad), con un orificio en la parte inferior para dar salida a las cenizas; el horno debe tener una malla de acero expandido para separar las banderas del combustible y las patas del horno deben ser de hierro con 1/4 de pulgada de ancho y 24 pulgadas de largo. Según las normas de la cremación de banderas, solo puede usarse madera de mangle como combustible y solo puede encenderse por sí mismo sin la ayuda de combustibles fósiles.
A la ceremonia de cremación invitará cada Gobernación a las personas, instituciones y fuerzas vivas que considere oportuno, como por ejemplo:
- Representantes de las instituciones que cremarán sus banderas
- Una representante de las Muchachas Guías
- Representantes de los clubes cívicos
- Un representante de la comunidad donde se realiza el evento

Antes de proceder con la cremación, se realiza una alocución sobre la bandera nacional y su importancia en las instituciones que cremarán sus banderas; luego de esto, se recita el juramento a la bandera, escrito por la panameña Ernestina Sucre (fundadora de las Muchachas Guías). Finalmente, se procede a quemar las banderas previamente dobladas.
Al terminar, se recogen las cenizas y se entierran con el debido respeto.

## Cronología de banderas históricas de Panamá

Enseña naval y militar de la Monarquía Hispánica. Utilizada también como bandera del Imperio español (1492-1898) usada desde 1506 hasta 1793.
, Bandera de España (1786-1821)
Tercera bandera de la Gran Colombia, entre 1821 y 1830.
Bandera provisional del Estado de Nueva Granada, vigente entre 1830 y el 9 de mayo de 1834.
Bandera de la República de la Nueva Granada y la Confederación Granadina, vigente entre el 9 de mayo de 1834 y 26 de julio de 1861.
Bandera del Estado Federal de Panamá, 1855-1863.
Bandera del Estado Soberano de Panamá, 1863-1886.
Bandera de los Estados Unidos de Colombia y de la actual República de Colombia, usada desde el 26 de noviembre de 1861 hasta el 3 de noviembre de 1903.
Diseño original de la bandera, según Manuel E. Amador. Fue la primera bandera de Panamá, durante noviembre de 1903.
Bandera actual de la República de Panamá: surgió de la modificación del primer modelo y empezó a usarse antes del juramento del 20 de diciembre de 1903, y ratificada entre otras por la Ley 64 de 1904.

## Banderas provinciales y comarcales
Algunas provincias, distritos y comarcas indígenas del país poseen su propia bandera, se muestran a continuación algunas de ellas:

### Banderas de provincias y comarcas de Panamá
- Bandera de la Provincia de Bocas del Toro
- Bandera de la Provincia de Coclé
- Bandera de la Provincia de Colón
- Bandera de la Provincia de Chiriquí
- Bandera de la Provincia de Darién
- Bandera de la Provincia de Herrera
- Bandera de la Provincia de Los Santos
- Bandera de la Provincia de Panamá Oeste
- Bandera de la Provincia de Veraguas
- Bandera de la Comarca Guna Yala
- Bandera de la Comarca Ngäbe-Buglé
- Bandera de la Comarca Naso Tjër Di

- Datos: Q168941
- Multimedia: National flag of Panama / Q168941